# Бахри Оручи
Бахри Оручи (алб. Bahri Oruçi; Микушница, код Косовске Митровице, 9. фебруар 1930 — Улцињ, 16. новембар 2011), друштвено-политички радник СФР Југославије, СР Србије и САП Косова.

## Биографија
Рођен је 9. фебруара 1930. године у Микушници код Косовске Митровице. Завршио је вишу школу друштвено-политичких наука. Члан Комунистичке партије Југославије постао је 1949. године.
Вршио је многе друштвено-политичке функције:
- организациони секретар Општинског и Среског комитета СК у Косовској Митровици
- посланик Савезног већа Савезне скупштине
- члан Покрајинског комитета СК Косова
- члан Главног одбора Социјалистичког савеза радног народа Србије
- секретар комисије у Централном комитету СКЈ
- председник радничког савета Комбината „Трепча“
- секретар у Већу Савеза синдиката Србије
- секретар Општинског комитета СК Косовска Митровица од 1969. године
- председник Извршног већа Скупштине САП Косова од маја 1978. до маја 1980. године

Умро је 16. новембра 2011. године у Улцињу.